# ドン・バッジ
ジョン・ドナルド・"ドン"・バッジ（John Donald "Don" Budge, 1915年6月13日 - 2000年1月26日）は、アメリカ合衆国カリフォルニア州オークランド出身の男子テニス選手。1938年にテニス史上初の「年間グランドスラム」を達成した名選手である。

## 来歴
1937年にイギリスの第一人者フレッド・ペリーがプロに転向したため、バッジが世界ナンバー1の座についた。1938年に全豪選手権、全仏選手権、ウィンブルドン選手権、全米選手権を1年のうちにすべて制覇した。テニス史上初のこの偉業を、バッジ本人が「年間グランドスラム」と命名したが、これはゴルフにおいてボビー・ジョーンズ（1902年 - 1971年）がスポーツ史上初の金字塔を樹立してから8年後のことであった。翌1939年に、バッジもプロ選手になった。
ドン・バッジはダブルスでも、ウィンブルドン選手権と全米選手権で男子ダブルス・混合ダブルスにそれぞれ2勝ずつを挙げている。パートナーは、男子ダブルスはすべてジーン・マコ、混合ダブルスはすべてアリス・マーブルと組んだ。
1964年に国際テニス殿堂入り。1988年9月10日、当時19歳のシュテフィ・グラフが女子テニス史上3人目の年間グランドスラムを達成した時、全米オープン決勝戦の場には自分の偉業から半世紀後の快挙達成に目を細めるバッジの姿があった。1999年12月に自動車事故に遭い、1ヶ月後の2000年1月26日、ペンシルベニア州スクラントンにて84歳で死亡した。

## 4大大会優勝
- 全豪選手権　男子シングルス：1勝（1938年）
- 全仏選手権　男子シングルス：1勝（1938年）
- ウィンブルドン選手権　男子シングルス：2勝（1937年＆1938年）／男子ダブルス：2勝（1937年＆1938年）混合ダブルス：2勝（1937年＆1938年）　［3部門とも、大会2連覇］
- 全米選手権　男子シングルス：2勝（1937年＆1938年）／男子ダブルス：2勝（1936年、1938年）／混合ダブルス：2勝（1937年＆1938年）　［男子シングルス・混合ダブルスは大会2連覇］

| 年     | 大会                 | 対戦相手                       | 試合結果                |
| ------ | -------------------- | ------------------------------ | ----------------------- |
| 1937年 | ウィンブルドン選手権 | ゴットフリート・フォン・クラム | 6-3, 6-4, 6-2           |
| 1937年 | 全米選手権           | ゴットフリート・フォン・クラム | 6-1, 7-9, 6-1, 3-6, 6-1 |
| 1938年 | 全豪選手権           | ジョン・ブロムウィッチ         | 6-4, 6-2, 6-1           |
| 1938年 | 全仏選手権           | ロデリク・メンツェル           | 6-3, 6-2, 6-4           |
| 1938年 | ウィンブルドン選手権 | ヘンリー・オースチン           | 6-1, 6-0, 6-3           |
| 1938年 | 全米選手権           | ジーン・マコ                   | 6-3, 6-8, 6-2, 6-1      |